# فاروق عبد الله
فاروق عبد الله (كشمير: फ़ारूक़ अब्दुल्लाह، من مواليد 21 أكتوبر 1937 في سورا، جامو وكشمير، الهند )، هو نجل الشيخ عبد الله، وهو دكتور في الطب، وكان يشغل منصب رئيس الوزراء جامو وكشمير في مناسبات عدة منذ عام 1982. ابنهما، عمر عبد الله ويشارك أيضا في الدولة والسياسة الوطنية، وكان عضوا في لوكسابها، وهو رئيس وزراء جامو وكشمير.